# سیارک ۳۲۷۵
سیارک ۳۲۷۵ (به انگلیسی: 3275 Oberndorfer، نامگذاری:1982HE1) سه هزار و دویست و هفتاد و پنجمین سیارک کشف شده‌است که در ۲۵ آوریل ۱۹۸۲ کشف شد.
قدر مطلق سیارک برابر ۱۳٫۱۰ است.